# یواس‌اس ویلامت (۱۸۶۵)
یواس‌اس ویلامت (۱۸۶۵) (به انگلیسی: USS Willamette (1865)) یک کشتی بود که طول آن ۲۹۰ فوت (۸۸ متر) و ارتفاع آن ۱۵ فوت ۶ اینچ (۴٫۷۲ متر) بود.